# أحمد الخازندار
أحمد الخازندار (5 ديسمبر 1889 - 22 مارس 1948) هو رجل قانون وقاضي مصري راحل، سجّل اسمه في تاريخ الاغتيالات في مصر التي أدين فيها أفراد منتمين لجماعة الإخوان المسلمين، نظراً لكونه كان ينظر في قضية أدين فيها أعضاء في تنظيم الإخوان المسلمين 

## حياته ونشأته
ولد في ديسمبر 1889، وكان عمره يوم اغتياله 58 عامًا، وبعد حصوله على البكالوريا التحق بمدرسة البوليس ثم تركها والتحق بمدرسة الحقوق التي تخرج فيها عام 1912، وعُين بوظيفة معاون نيابة في نفس عام تخرجه وتدرج في سلك النيابة والقضاء فرقيّ إلى وكيل نيابة درجة أولى ثم مفتش نيابات فرئيس نيابة استئناف مصر.

## مسيرته
وتخرج في 1912 من مدرسة الحقوق والتحق بالنيابة العامة في 1913 متدرجا في وظائف النيابة العامة حتى اصبح رئيس نيابة الاستنئاف ثم مستشارا بها حتى وصل إلى رئيس محكمة جنايات مصر، كما عمل في اسيوط والقاهرة والأسكندرية كان عمره 58 عاما عندما تم إغتياله ويعتبر احد ابرز رجال القضاء ويضرب به المثل في النزاهة والتمكن من أدواته القانونية فلم يحدث في تاريخه القضائى أن تعرض حكم أصدره للنقض كما انه لم يكن يقبل ان يتدخل احد في عمله ففى في بداية الثلاثينات عندما تظاهر الشباب ضد الغاء دستور 1923 وتم القاء القبض على بعضهم حاولت الحكومة الضغط عليه لإصدار احكام ضدهم بالحبس ولكنه أصدر قراره بإخلاء سبيلهم معلنا رفضه للضغوط ومستعدا للاستقالة.
بعدها تمت ترقيته إلى رئيس محكمة فوكيل محكمة استئناف أسيوط ثم وكيل محكمة استئناف مصر في ذى القعدة 1366هـ أكتوبر 1947م أي قبل حوالي ستة شهور من اغتياله، مشهودا له بالكفاءة بين المستشارين، كثير الإطلاق والتعميق في القانون وكان له هيبة وحزم في إدارة الجلسات وكان معروفا عنه طيلة حياته بأنه لا يخضع لأي وعد أو وعيد.

## ظروف الإغتيال
وأرجع الدكتور عبد العزيز كامل وزير الأوقاف المصري الأسبق في مذكراته التي صدرت عن «المكتب المصري الحديث» الحادث إلى مواقف المستشار الخازندار في قضايا سابقة أدان فيها بعض شباب الإخوان في الإسكندرية بالأشغال الشاقة المؤبدة في 22 نوفمبر 1947.
بعد حكم الخازندار بالسجن على المتهمين الإخوان، قال عبد الرحمن السندي رئيس النظام الخاص أن حسن البنا المرشد العام لجماعة الإخوان المسلمين قال في اجتماع بجماعته «ربنا يريحنا من الخازندار وأمثاله». وهو ما اعتبره أعضاء في التنظيم بمثابة «ضوء أخضر» لاغتيال الخازندار.

## يوم الاغتيال
في صباح يوم 22 مارس 1948 خرج القاضي أحمد بك الخازندار من منزله بشارع رياض بحلوان ليستقل القطار المتجه إلى وسط مدينة القاهرة حيث مقر محكمته. وكان في حوزته ملفات قضية كان ينظر فيها وتعرف بقضية «تفجيرات سينما مترو»، والتي اتهم فيها عدد من المنتمين لجماعة الإخوان المسلمين، وما أن خرج من باب مسكنه حتى فوجئ بشخصين هما عضوي جماعة الإخوان حسن عبد الحافظ ومحمود زينهم يطلقان عليه وابلاً من الرصاص من مسدسين يحملانهما. أصيب الخازندار بتسع رصاصات ليسقط صريعا في دمائه.
وقد ذكر الشيخ أحمد حسن الباقوري وزير الأوقاف المصري في مذكراته تعليقاً علي الحادث غضب حسن البنا من تلك الجريمة «إلا أن الشيخ البنا آنذاك غضب مما حدث وكان ثائراً، وقال يعني ليس معنى أنه يخطئ قاضٍ في حكمه أن يقتل، وأن ما حدث لم يعلم به الإمام البنا»
حاول الجناة الهرب سريعا والتصرف بهدوء لكن سكان حي حلوان الهادئ تجمعوا فورا عقب سماع صوت الرصاصات التسع وطاردوا المجرمين، فقام أحدهما بإلقاء قنبلة على الناس الذين تجمعوا لمطاردتهما فأصابوا البعض، لكن الناس تمكنوا من القبض عليهما.
وفي قسم الشرطة عثر بحوزتهما على أوراق تثبت انتمائهما لجماعة الإخوان المسلمين لتقوم النيابة باستدعاء مرشد الجماعة آنذاك حسن البنا لسؤاله حول ما إذا كان يعرف الجانيين إلا أن البنا أنكر معرفته بهما تماما. لكن النيابة تمكنت من إثبات أن المتهم الأول حسن عبد الحافظ كان «السكرتير الخاص»  للمرشد العام للجماعة حسن البنا، وهنا اعترف البنا بمعرفته للمتهم إلا أنه نفى علمه بنية المتهمين اغتيال القاضي الخازندار.